# Weber-Stephen Nordic
Weber-Stephen Nordic ApS er en dansk grillgrossist med hovedsæde i Nørresundby. Virksomheden blev stiftet i 2000 af Jens Christian Bindslev og Michael Jensen. Weber-Stephen Nordic ApS er ejet af det amerikanske moderselskab Weber-Stephen Products Co..
Weber-Stephen Nordic ApS havde i regnskabsåret 2009/10 en omsætning på 540,526 mio. kr. og et nettoresultat på 25,925 mio. kr. Det gennemsnitlige antal medarbejdere var 64 (2009/10).

Weber-Stephen Nordic ApS er Weber-Stephen Products Co grossist på det nordiske marked og i Mellemøsten. Virksomheden sælger kul- og gasgrills, grilltilbehør og andet tilbehør.